# Авіаносці типу «Імплакебл»
Авіаносці типу «Імплакебл» (англ. Implacable class) — серія британських авіаносців часів Другої світової війни.

## Історія створення
Авіаносці типу «Імплакебл» були розвитком проєкту «Іластріас». Вони мали більші розміри, сучасніше радіоелектронне обладнання і могли нести важчі літаки.
У 1939 році заклали 2 кораблі цього типу, але їх будівництво завершили тільки в середині 1944 року, тому їх участь у бойових діях була обмежена.

## Конструкція
Конструкція авіаносців «Імплакебл» загалом повторювала конструкцію «Індомітебла», останнього корабля типу «Іластріас». Кораблі мали двоярусні ангари та броньовану польотну палубу.
Стандартна водотоннажність становила 23 450 тонн, повна — 32 100 тонн.
На кораблях цього типу була використана традиційна для британського флоту чотиривальна машинна установка. Потужність двигунів становила 148 000 к.с., що дало змогу розвинути швидкість 31,5 вузла. Але це ж зумовило потребу збільшити чисельність машинної команди. Крім того, через збільшення водотоннажності приріст у швидкості був незначний.
Озброєння теж було аналогічне встановленому на «Індомітеблі».
На польотній палубі була встановлена гідропневматична катапульта та аерофінішер з гідравлічними гальмами. Два літакопідйомники розміщувались у діаметральні площині корабля.
Авіаносці могли нести до 81 літака. Авіатехнічне обладнання дозволяло запускати 50 літаків протягом 20 хв.

## Представники
| Назва                          | Номер | Будівництво                                            | Закладений            | Спущений на воду    | Вступив у стрій     | Доля                         |
| ------------------------------ | ----- | ------------------------------------------------------ | --------------------- | ------------------- | ------------------- | ---------------------------- |
| Імплакебл HMS Implacable       | R86   | Fairfield Shipbuilding and Engineering Company, Говань | 21 березня 1939 року  | 10 грудня 1942 року | 28 серпня 1944 року | Проданий на злам у 1955 році |
| Індіфатігебл HMS Indefatigable | R10   | John Brown & Company, Клайдбанк                        | 3 листопада 1939 року | 8 грудня 1942 року  | 3 травня 1944 року  | Проданий на злам у 1956 році |